# 豆パン

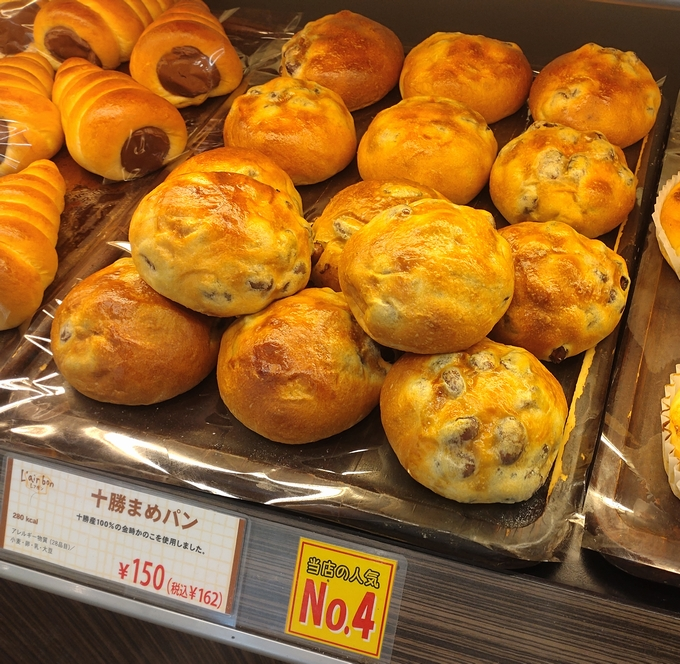
北海道小樽市のスーパーで販売されている豆パン

豆パン（まめパン）は、豆を用いたパンの総称。

## 概要
ベースとなるパン生地に甘納豆（金時豆）を混ぜ込み、主に丸く成形して焼き上げた菓子パン。
この甘納豆パンは1940年（昭和15年）にロバパンの創業者・石上寿夫が北海道帝国大学（現：北海道大学）農学部の教授と生徒からの提案を受けて製造したのが始まりとされている。

## 種類
- 甘納豆パン
  - 金時豆
  - アズキ・大納言
  - うぐいす豆
- 黒豆パン

など

## その他
- コンピュータゲーム『桃太郎電鉄シリーズ』において、静岡県熱海駅の物件のひとつに“豆パン屋”がある[2][3]。
- 先述のロバパンによると、北海道以外で豆パンがあまり売られてないのは「大正金時豆の生産量が限られていた」とのことである[1]。